# Chruščovovské tání

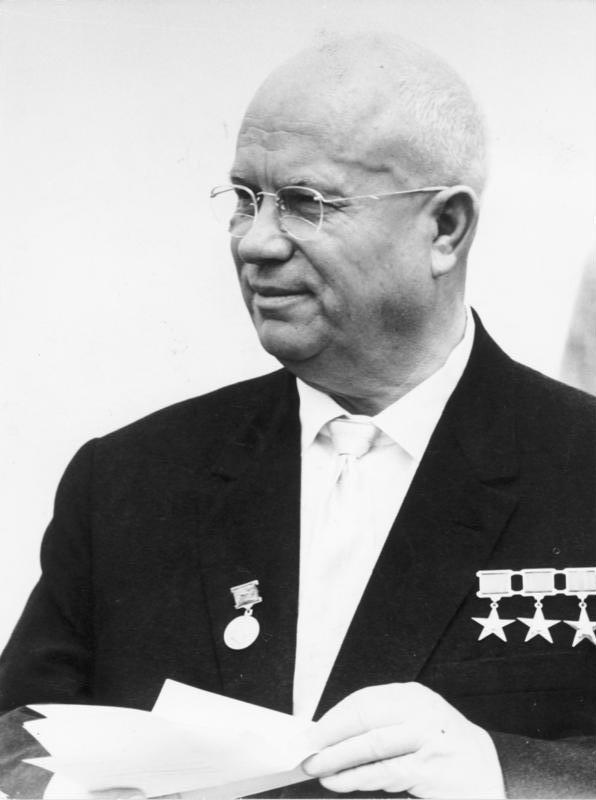
Nikita Chruščov, po kterém je toto období pojmenováno.

Chruščovovské tání, období tání nebo jen tání označuje období v dějinách Sovětského svazu po Stalinově smrti, které trvalo od poloviny padesátých let do poloviny let šedesátých 20. století. Ve vnitropolitickém životě Sovětského svazu došlo k určitému uvolnění a oslabení totalitní moci. Pojmenování souvisí s Nikitou Sergejevičem Chruščovem, který v letech 1953–1964 zastával funkci prvního tajemníka ÚV KSSS. Tání (rusky оттепель) je název povídky Ilji Erenburga vydané v roce 1954.